# کریگسهایم
کریگسهایم (به فرانسوی: Kriegsheim) یک کمون در فرانسه با جمعیت ۷۱۶ نفر است که در Canton of Brumath واقع شده‌است.